# Impôt fédéral sur le revenu aux États-Unis
L'impôt fédéral sur le revenu est un impôt collecté par le gouvernement des États-Unis via l'agence fédérale Internal Revenue Service, appartenant au département du trésor. Il a été créé en 1913, via le XVIe amendement de la Constitution américaine après plusieurs tentatives au XIXe siècle d'instaurer un impôt sur le revenu. Il représente une part importante des recettes du budget des États-Unis.

## Historique

### Création
Le projet gouvernemental d'instaurer un impôt sur le revenu est ancien et date de la Guerre de Sécession. Le président américain Abraham Lincoln d'alors doit trouver de nouvelles sources de financement devant la guerre qui s'annonce avec les États du Sud des États-Unis. Il fait voter le 5 août 1861 le Revenue Act (en), instaurant un impôt progressif sur le revenu. L'Internal Revenue Service, l'agence gouvernementale chargée de sa perception, est créée le 1er juillet 1862. Mais le Revenue Act, comme les autres lois fiscales votées au cours du XIXe siècle  sont les unes après les autres déclarées anticonstitutionnelles par la Cour suprême. Il faudrait une révision (un amendement) de la Constitution des États-Unis, mais faute de majorité des 2/3 au Congrès des États-Unis et de majorité aux 3/4 des États fédérés, cette réforme est toujours repoussée. Il faut attendre le vote du XVIe amendement par le Congrès et sa ratification par les États le 3 février 1913 pour qu'enfin l'administration fédérale soit autorisée à lever un impôt sur le revenu permanent.

### Barème général
Selon Thomas Piketty, « la progressivité fiscale moderne de grande ampleur fut notamment le fait des États-Unis, qui, à l'époque du Gilded Age (1865-1900) et des grandes accumulations industrielles et financières du début du XXe siècle, s'inquiétaient beaucoup à l'idée de devenir un jour aussi inégalitaires que la vieille Europe, alors perçue comme oligarchique et contraire à l'esprit démocratique étatsunien ».
Après l'élection de Franklin Delano Roosevelt à la présidence des États-Unis, l'ensemble du barème est étiré à plus de 50 tranches.

### Recettes fiscales
D'un montant minime au départ (2 % des recettes du budget fédéral des États-Unis), l'impôt sur le revenu est peu à peu augmenté, notamment avec la montée en puissance de l'État-providence, et représente en 2014 près de 50 % des recettes fiscales perçues par le gouvernement[réf. nécessaire].

### Taux marginal supérieur
Le taux marginal supérieur (lequel porte uniquement sur la dernière tranche du revenu d'un contribuable, au delà d'un certain seuil) de l'impôt sur le revenu est de 15 % en 1916 : il s'applique pour la part des revenus dépassant 212 millions de dollars. En 1917, il bondit à 67 % au-delà de 180 millions pour la dernière tranche. Jusqu'à la Grande dépression, il redescend fortement pour se stabiliser à 25 %, pour un seuil de revenu qui a baissé à 6,3 millions. En 1932, après l'élection de Franklin Delano Roosevelt à la présidence des États-Unis, le taux marginal d'imposition est de 63 % pour un seuil de 113 millions. En 1935, il est porté de 63 à 79 % pour des revenus supérieurs à 5 millions de dollars (l'équivalent de plus de 93 millions de 2020) ; selon l'économiste Florin Aftalion, « cette réforme dirigée « contre les riches » ne toucha qu'un seul contribuable : John D. Rockefeller, Jr. Mais elle donna l'impression de s'attaquer aux riches alors que la fiscalité du New Deal était fortement régressive à cause des taxes d'accise – sur les spiritueux et la consommation en général – rapportant en 1935 2,5 fois plus que l'impôt sur le revenu »). En 1936, le taux supérieur s'élève à 79 % pour les revenus au-delà de 410 millions. En 1942, il atteint 88 % au-delà de 8,8 millions de dollars. En 1944, il atteint un sommet, avec 94 % au-delà de 6,9 millions (plus de 100 millions de dollars de 2020). Franklin Roosevelt cherche à porter le taux supérieur à 100 % mais se voit opposer un refus du Congrès. Mais selon Forin Aftalion, à cette époque, « d'innombrables déductions et exceptions rendaient les taux effectivement payés beaucoup moins élevés. D'après des estimations récentes [en 2014], le 1 % des Américains les plus riches n'auraient été taxés qu'à hauteur de 60 % de leurs revenus ». Il estime également que « les taux apparemment élevés rendaient la nouvelle fiscalité fortement symbolique à un moment où le nombre de contribuables était multiplié par quatre c'est-à-dire lorsque les classes moyennes furent fortement taxées ». Thomas Piketty considère quant à lui que, même appliqués à des très hauts revenus, ces taux supérieurs ont joué sur les inégalités : « Le principal impact des taux marginaux hyper-élevés était avant tout sur la distribution avant impôt. Concrètement, cela a permis de mettre fin aux rémunérations hyper-élevées aux États-Unis au cours de la période 1930-1980, pour le plus grand bénéfice des salaires moins élevés ».
Après la Seconde Guerre mondiale, le taux supérieur se stabilise autour de 70 %, mais avec un seuil de revenus concernés qui ne cesse de baisser. En 1981, à la veille de l'investiture de Ronald Reagan, il est, pour un célibataire, de 70 % au-delà de 460 000 dollars. En 1982, il passe à 50 % au-delà de 174 000 dollars, puis à 50 % au-delà de 290 000 dollars en 1986, puis à 28 % au-dessus de 51 700 dollars en 1988 (avec néanmoins un rattrapage de 33 % entre 43 000 et 90 000 dollars). Au début des années 1990, le taux supérieur remonte un peu pour atteindre, en 2013, 39,6 % pour la tranche de revenus supérieure à 480 000 dollars. 
Le taux supérieur est en moyenne de 23 % de 1900 à 1932 ; de 81 % entre 1932 et 1980 — oscillant alors de 70 % à 94 % — ; et de 39 % entre 1980 et 2018,. Sous l'impulsion de la révolution conservatrice menée par Reagan, le taux supérieur de l'impôt fédéral sur le revenu fluctue autour de 30-40 % depuis la fin des années 1980.
Entre la Seconde Guerre mondiale et l'arrivée de Ronald Reagan, le taux effectif moyen d'imposition du 1 % des plus hauts revenus oscille entre 45 % et un peu de moins de 40 % ; il chute de près de dix points à partir du début des années 1980 avant de remonter à compter de 1993, en même temps que le taux supérieur se redresse à 40 %. Le taux effectif moyen d'imposition du 0,1 % des plus hauts revenus atteint quant à lui 57 % au lendemain de la Seconde Guerre Mondiale, chute à 37 % au début des années 1980 et à 34 % en 1984.

## Assiette et taux en 2013
| Assiette/Taux | Revenu net (après réductions) taxable | Revenu net (après réductions) taxable | Revenu net (après réductions) taxable            | Revenu net (après réductions) taxable                                    |
| Assiette/Taux | Célibataire                           | Couple marié déclarant conjointement  | Couple marié déclarant séparément (par personne) | Adulte non marié vivant avec une personne à charge (enfant ou dépendant) |
| ------------- | ------------------------------------- | ------------------------------------- | ------------------------------------------------ | ------------------------------------------------------------------------ |
| 10 %          | de 0 à 8 925 $                        | de 0 à 17 850 $                       | de 0 à 8 925 $                                   | de 0 à 12 750 $                                                          |
| 15 %          | 8 926 à 36 250 $                      | 17 851 à 72 500 $                     | 8 926 à 36 250 $                                 | 12 751 à 48 600 $                                                        |
| 25 %          | 36 251 à 87 850 $                     | 72 501 à 146 400 $                    | 36 251 à 73 200 $                                | 48 601 à 125 450 $                                                       |
| 28 %          | 87 851 à 183 250 $                    | 146 401 à 223 050 $                   | 73 201 à 111 525 $                               | 125 451 à 203 150 $                                                      |
| 33 %          | 183 251 à 398 350 $                   | 223 051 à 398 350 $                   | 111 526 à 199 175 $                              | 203 151 à 398 350 $                                                      |
| 35 %          | 398 351 à 400 000 $                   | 398 351 à 450 000 $                   | 199 176 à 225 000 $                              | 398 351 à 425 000 $                                                      |
| 39,6 %        | à partir de 400 001 $                 | à partir de 450 001 $                 | à partir de 225 001 $                            | à partir de 425 001 $                                                    |

La charge d'enfants donne droit à un crédit d'impôt (child tax credit (en) ou « CTC »).